# Lauenen
Lauenen (französisch Lauvine) ist eine politische Gemeinde im Verwaltungskreis Obersimmental-Saanen des Kantons Bern in der Schweiz.
Neben der Einwohnergemeinde existiert keine Burgergemeinde. Weiter gibt es eine Kirchgemeinde der Reformierten Kirchen Bern-Jura-Solothurn.

## Name
Lauenen (romanisch lavina) ist bekannt als Ort mit Bergstürzen bzw. grosser Lawinengefahr. 1296 wird Lauenen erstmals historisch erwähnt als an der lowinon.

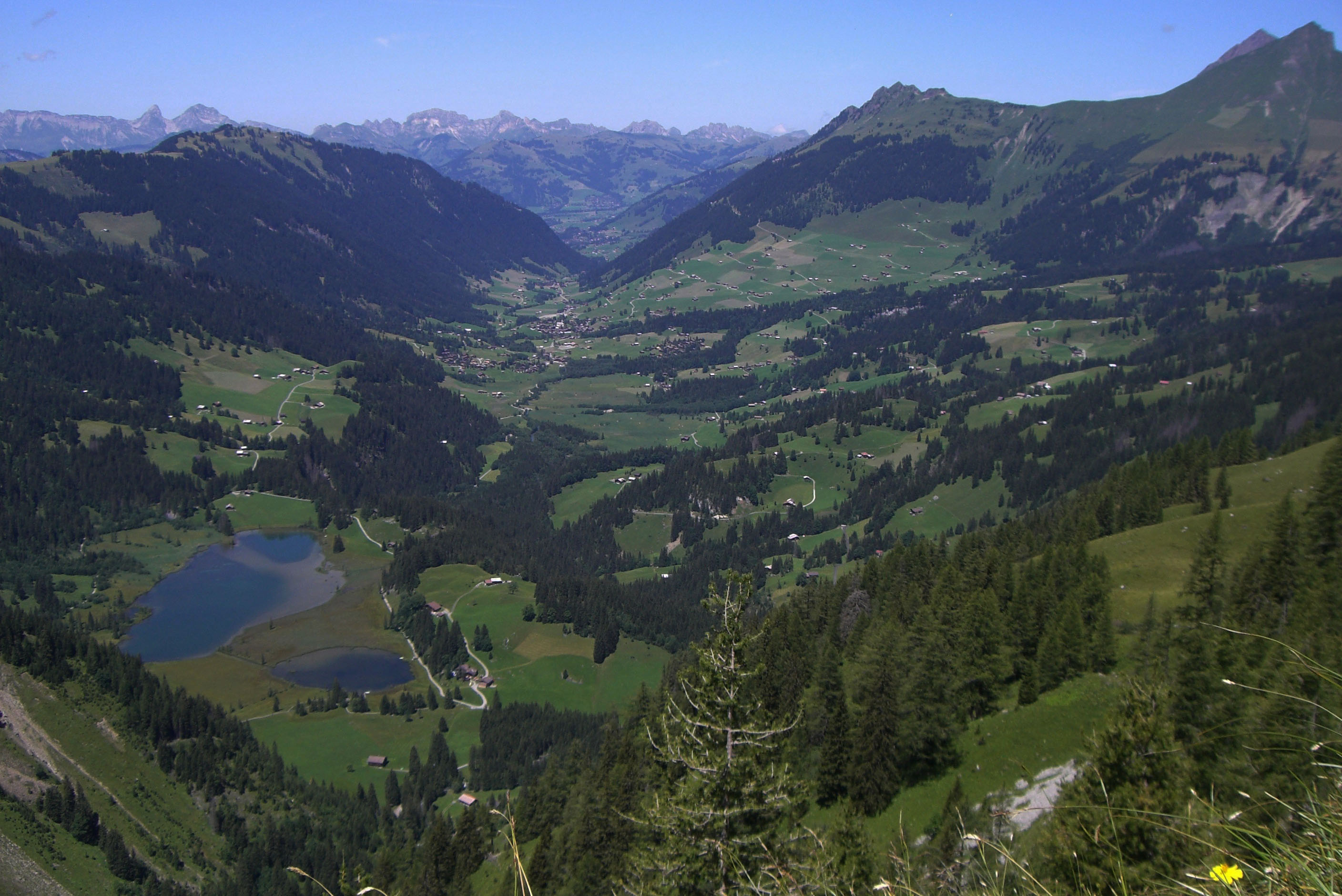
Blick auf Lauenensee und Lauenen

## Geographie
Lauenen liegt im Berner Oberland im Lauenental. Die Nachbargemeinden von Norden beginnend im Uhrzeigersinn sind Saanen, Lenk, Ayent, Savièse und Gsteig bei Gstaad.
Die Berge im Süden der Gemeinde, z. B. das Wildhorn (3248 m ü. M.), bilden die Grenze zum Wallis. Der tiefste Punkt der Gemeinde befindet sich auf 1153 m ü. M. (Engewald) in südlicher Richtung, das Wildhorn ist der höchste Gipfel.
In Lauenen befinden sich der Tungelgletscher, der Geltengletscher und der Lauenensee.
Von der Gesamtfläche von 58,71 km² sind mit 29,59 km² mehr als die Hälfte Landwirtschaftsland, 12,77 km² Wald und nur 0,23 km² Siedlungsfläche.

## Politik

### Nationale Wahlen
Bei den Nationalratswahlen 2023 betrugen die Wähleranteile in Lauenen(in Klammern die Veränderung im Vergleich zu den Wahlen 2019 in Prozentpunkten): SVP 62,23 % (−5,68), EDU 14,59 % (+7,96), FDP 6,03 % (+0,51), glp 5,12 % (+2,19), SP 5,11 % (−0,02), Mitte 2,28 % (−1,43), Grüne 1,67 % (−0,78), EVP 0,95 % (−0,58), SD 0,00 % (−0,25).

### Partnergemeinde
- Babylon, Tschechien[7]

## Persönlichkeiten
- Julius Stadler (1828–1904), Schweizer Architekt und Hochschullehrer, verstarb in Lauenen
- Ernst Friedrich Langhans (1829–1880) wirkte von 1855 bis 1858 in Lauenen als reformierter Pfarrer
- Gottfried Strasser (1854–1912), Pfarrer und Dichter (geboren in Lauenen)
- Bertha Züricher (1869–1949), Malerin und Schriftstellerin hielt sich oft in Lauenen auf.
- Nathalie von Siebenthal (* 1993), Skilangläuferin